# Юкагирски езици
Юкагирските езици са група езици, говорени от юкагирите в Сибир по течението на река Колима. Юкагирските езици са застрашени от изчезване.
Днес са се запазили два юкагирски езика:
- северноюкагирски език (тундров)
- южноюкагирски език (колимски)

По-рано са съществували поне още два езика:
- омокски език
- чувански език

Нямат доказано родство с други езикови семейства, макар че се правят различни предположения за връзки с уралските езици или с езика нивх.

## Азбука
Писменост на юкагирски език се създава едва след 1980 година на основата на кирилицата. Няма единна правописна норма.
| А а   | Аа аа | Б б   | В в | Г г | Ғ ғ   | Д д   | Дь дь |
| Е е   | Ё ё   | Ж ж   | З з | И и | Ии ии | Иэ иэ | Й й   |
| К к   | Л л   | Ль ль | М м | Н н | Нь нь | Ң ң   | О о   |
| Оо оо | Ӧ ӧ   | П п   | Р р | С с | Сь сь | Т т   | У у   |
| Уу уу | Уӧ уӧ | Ф ф   | Х х | Ц ц | Ч ч   | Ш ш   | Щ щ   |
| Ъ ъ   | Ы ы   | Ь ь   | Э э | Ю ю | Я я   |       |       |

Юкагирите са използвали пиктографско писмо, чрез което са се предавали любовни послания. Сведения за това писмо дава полярният изследовател С. Шаргородски през 1892 година.